# SYM (azienda)
Sanyang Motor Co., Ltd, nota anche con l'acronimo SYM, è un'azienda taiwanese che produce principalmente scooter, moto e ATV. Gli stabilimenti producono anche auto per conto delle case coreane Hyundai e, dal 2017, Kia Motors.

## Storia
- 1954: il primo stabilimento della Sanyang Electrical nasce a Neihu, Taipei, con un capitale di 300.000 dollari e con circa 10 operai per produrre principalmente luci per generatori.
- 1959: lo stabilimento della Sanyang Electrical è stato riorganizzato nella Sanyang Electrical Machinery Co., Ltd., con un capitale di 800.000 dollari.
- 1960: stampaggio.
- 1961: Sanyang Electrical Machinery Co., Ltd. è stata riorganizzata nella Sanyang Industry Co., Ltd., con un capitale di 10.000.000 di dollari.
- 1962: dopo una collaborazione tecnica con Honda, Sanyang diventa la prima azienda di motocicli di Taiwan, producendo veicoli da 50, 100, 150 e 160 cm³. Sanyang Industry Co., Ltd. ha un capitale di 10.000.000 dollari.
- 1966: il presidente Yen visita la Sanyang.
- 1969: il primo “Sanyang TN360” esce dallo stabilimento.
- 1980: posa della prima pietra allo stabilimento di Hu-Kou.
- 1981: esposizione dello scooter “Tact”.
- 1994: la produzione delle moto Sanyang supera i 5 milioni di unità.
- 1995: il presidente della Sanyang è stato ricevuto dal presidente Lee, come riconoscimento alla Sanyang per l'azienda automatizzata più avanzata.
- 1995: la Sanyang Industry ottiene la certificazione ISO 9001 per le moto e ISO 9002 per le auto
- 1998: Sanyang riceve la certificazione internazionale per i sistemi di protezione ambientale ISO 14001.
- 1999: 45º anniversario della Sanyang.
- 2000: fusione con “VMEP”, nel maggio 2000.
- 2001: il motore “VMEP” debutta ad agosto in Vietnam.
- 2002: Xiashing Motorcycle Co., Ltd. e Qingzhou Engineering Industry Co., Ltd. sono state acquistate nell'agosto 2002.
- 2005: nasce SYM Italia, con sede ad Arese.
- 2014: nasce il programma di garanzia estesa SYM (4 anni). Dall'Italia viene presto applicato anche in altri paesi europei.
- 2015: Sanyang Industry Co., Ltd. è stata riorganizzata nella Sanyang Motor Co., Ltd.

## Gamma

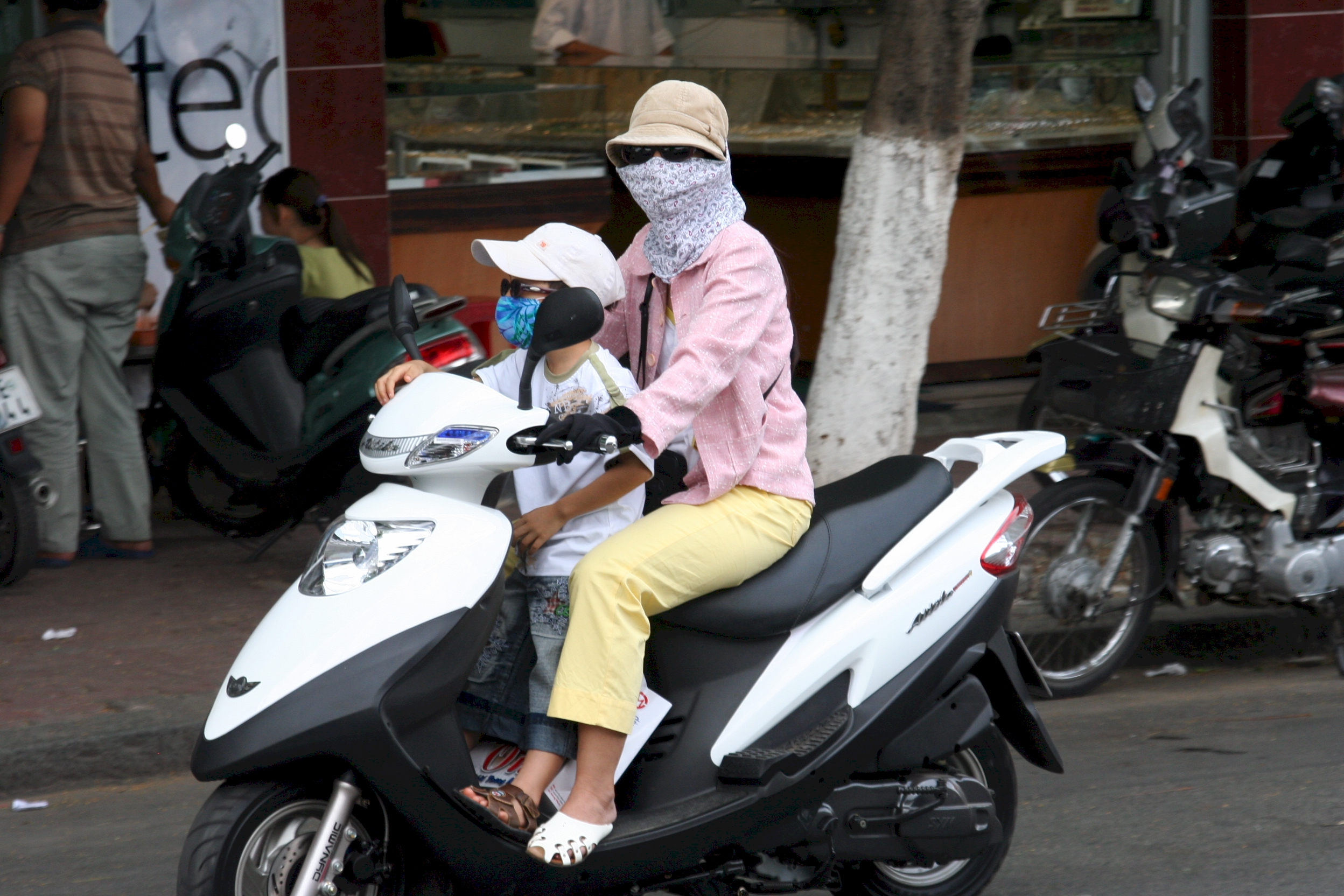
SYM Attila in Ho Chi Minh City

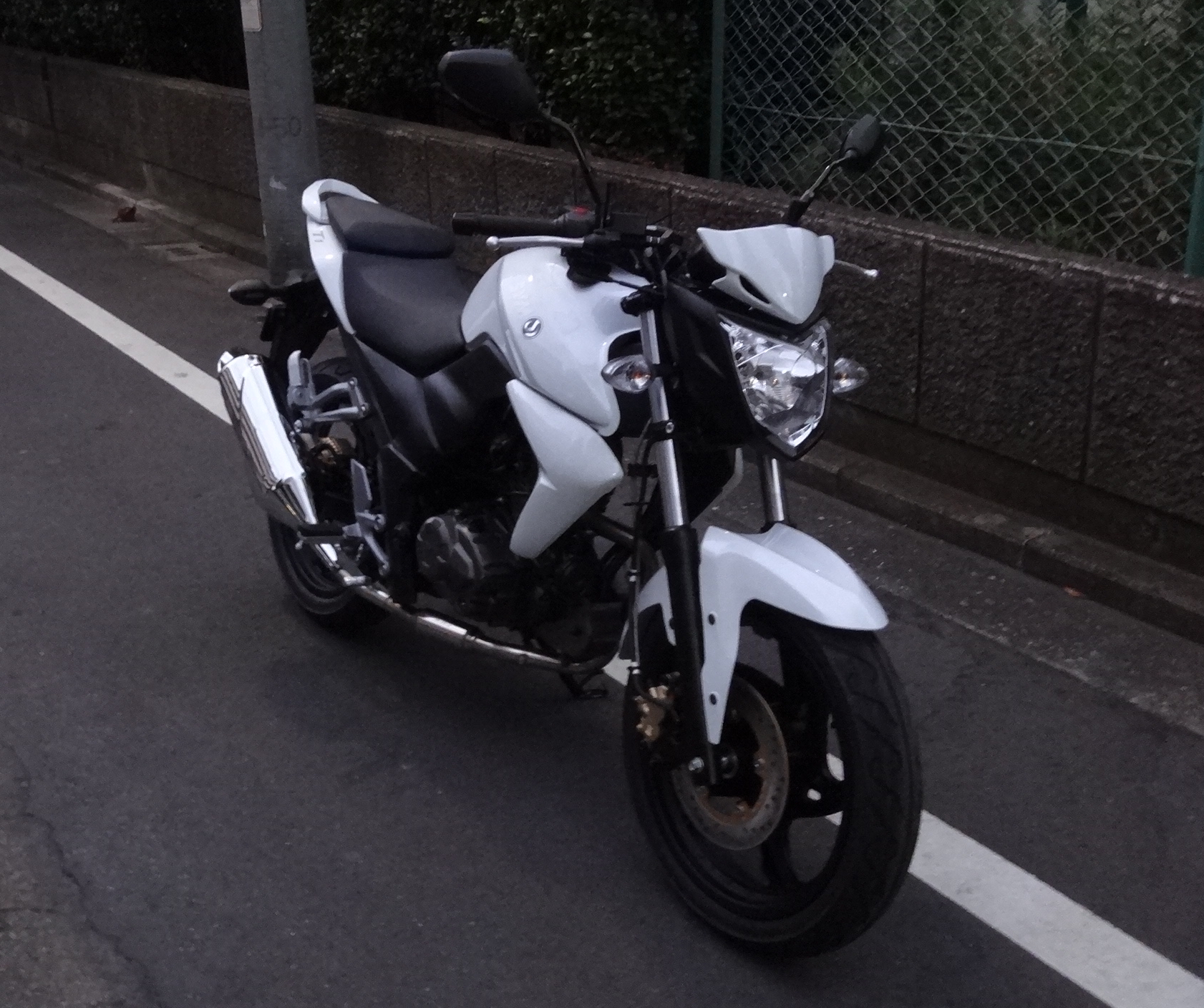
SYM T1

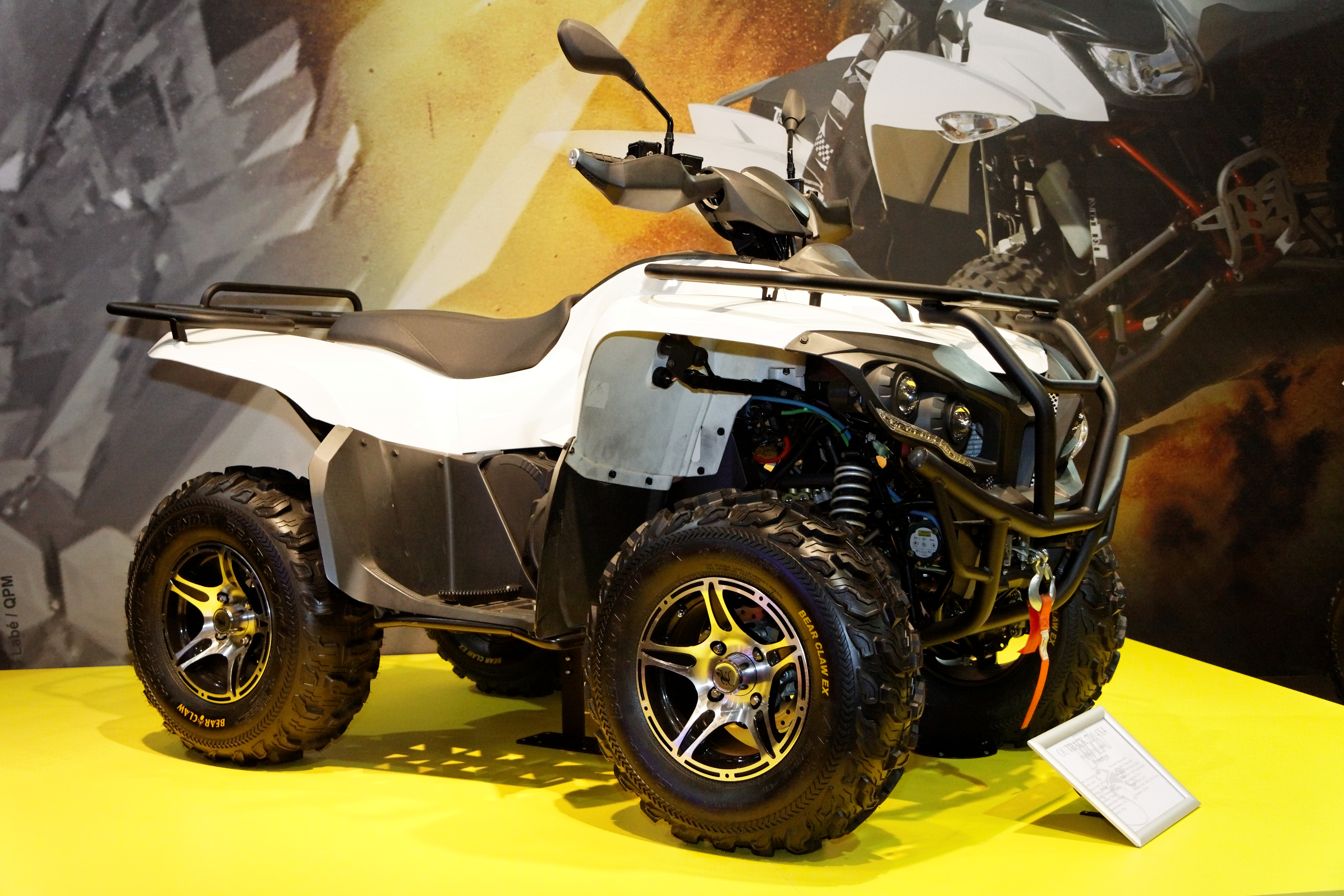
SYM Outback 700

### Scooter
Gamma Europa 2016/2017:
- Maxsym 600 / 400 / TL500/ TL508
- Joymax Z+ 300
- Joymax Z 300
- Cruisym 125/250/300
- Citycom 300
- Joyride S 125/200
- Joyride 16 300
- HD2 125/200
- Symphony S/SR/ST/Cargo  50, 125, 200
- Jet 14
- Fiddle III 50, 125, 200
- Crox 50, 125, 150
- Jet 4 50, 125 , 150
- Mio 50, 115
- X-Pro 50, 125
- Allo 50
- ADX 125, 150

Moto
- Wolf SB 125 Ni
Gli altri modelli:
- DD
- Joymax
- HD
- Jet Euro
- Super Duke
- Atila
- Joyride
- Megalo
- EuroMX
- Mio
- Jet SportX
- VS
- HD Evo
- Simply
- Symphony
- Citycom 125/300
- Jet 4
- Shark
- Wolf
- Wolf CR
- Tonik
- ComBiz

### Moto
- XS 125 K
- SB250 Ni

### ATV
- Track Runner
- Quad Lander
- Quad Lander 300 S
- Quad Raider 600